# Nagatachō
Nagatachō (永田町?) è un distretto di Chiyoda, Tokyo, in Giappone, generalmente indicato come il centro governativo della capitale giapponese. È sede del Palazzo della Dieta Nazionale e della residenza del primo ministro (Kantei).
Il distretto è considerato il centro della politica giapponese, nello stesso modo in cui Westminster e Capitol Hill rappresentano il fulcro del potere legislativo di Londra e Washington. Il nome stesso viene usato per metonimia per indicare il Governo; al contrario, il nome del distretto di Kasumigaseki viene usato in riferimento all'organo esecutivo del Giappone, in quanto sede della maggior parte degli uffici ministeriali.

## Monumenti e luoghi d'interesse
La zona dista un centinaio di metri dal Palazzo Imperiale, e sul suo circondario sorgono il Palazzo della Dieta Nazionale, la residenza del primo ministro (Kantei) e dell'Ufficio di gabinetto. Il confine occidentale del quartiere è delimitato dalle mura del Palazzo di Akasaka, mentre a nord del Palazzo della Dieta vi è la Biblioteca della Dieta Nazionale. 
Nagatachō è sede inoltre del santuario di Hie, che organizza ogni anno (15 giugno) il Sannō Matsuri, uno dei più antichi festival tradizionali di Tokyo.
Altri luoghi di interesse sono la Sannō Park Tower (quartier generale della compagnia telefonica NTT docomo) e la Scuola superiore Hibiya.

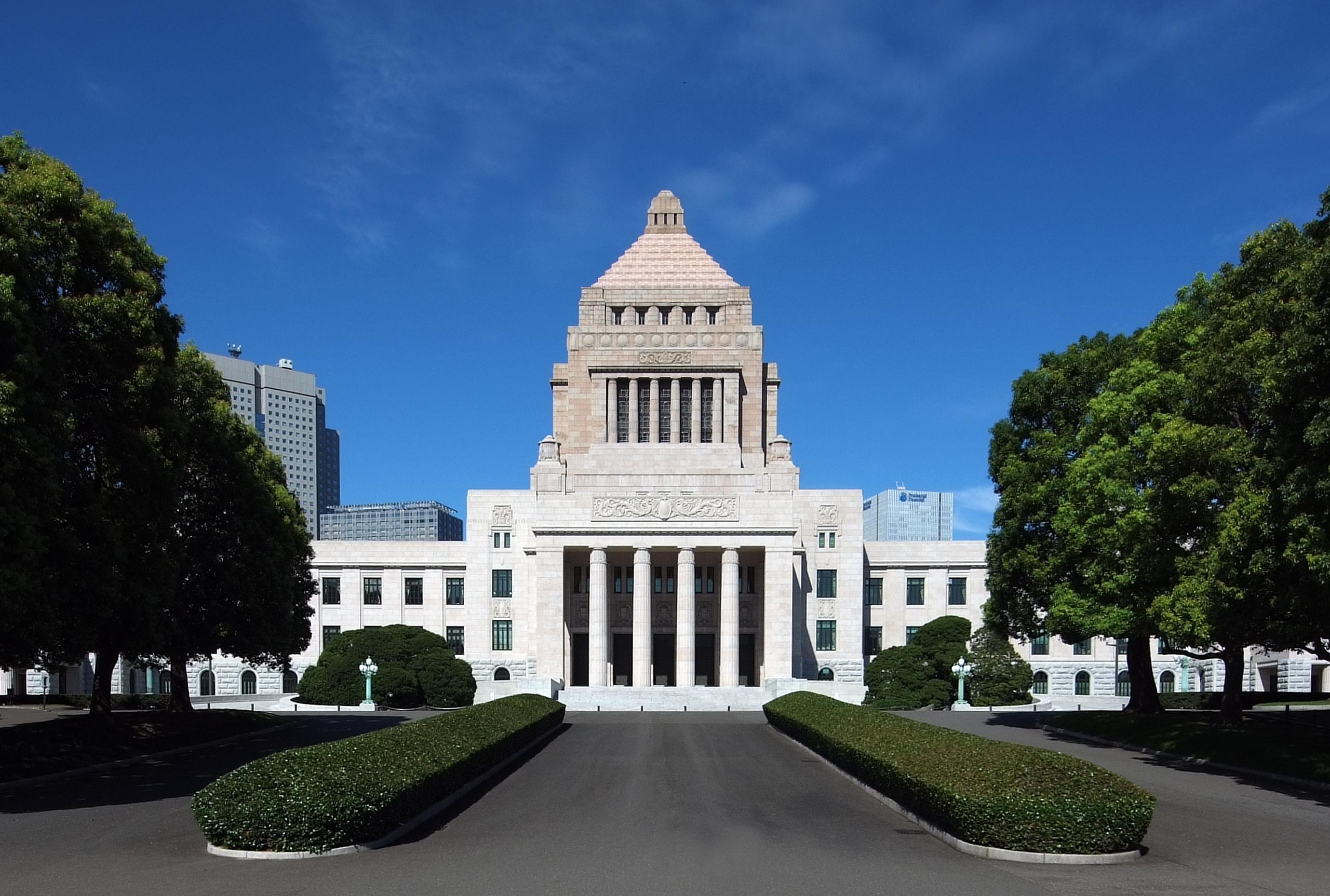
Palazzo nazionale della Dieta
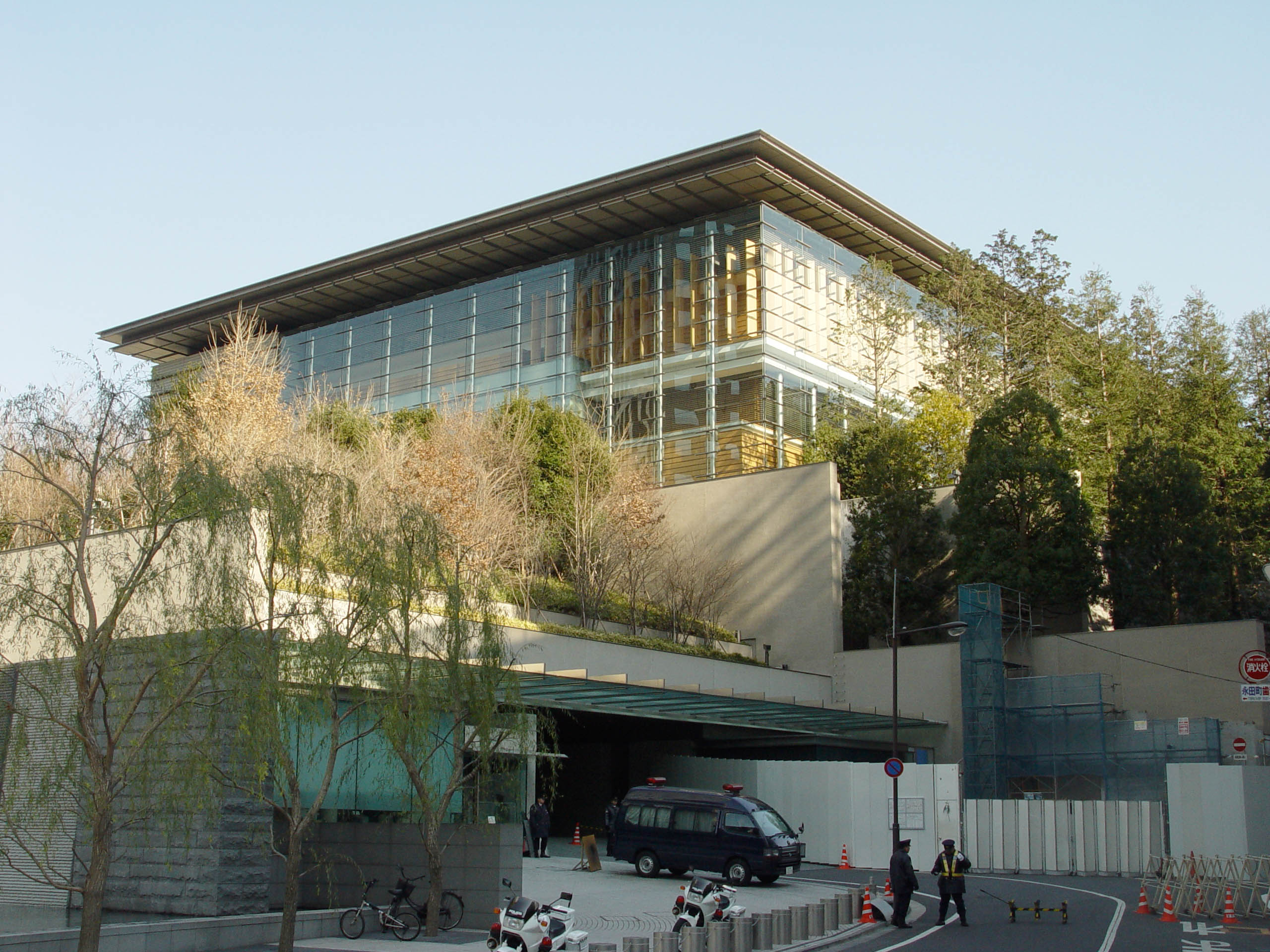
Kantei
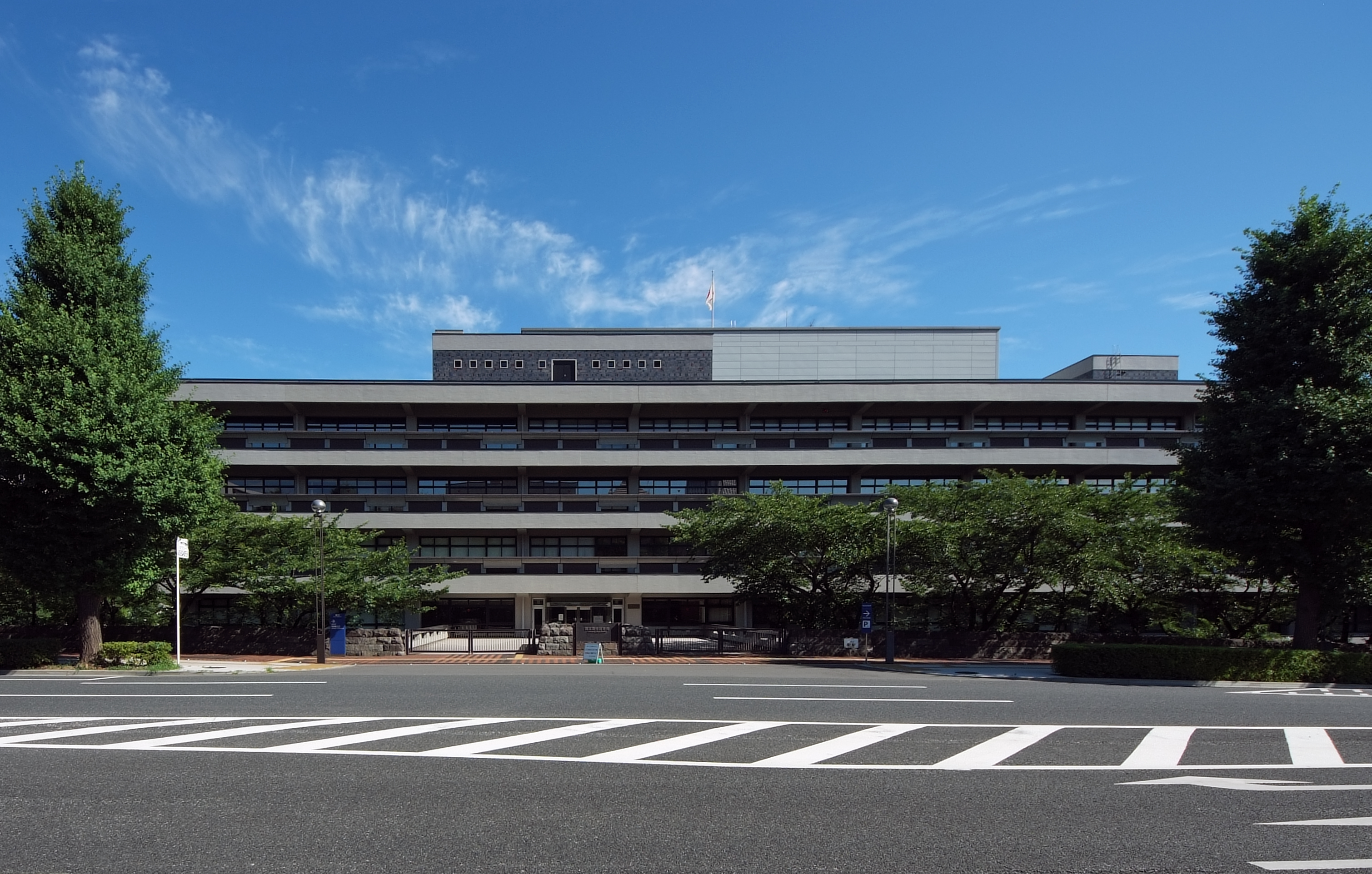
Biblioteca della Dieta

## Servizi

### Stazioni
- Stazione di Akasaka-mitsuke (Linea Ginza, Linea Marunouchi)
- Stazione di Kokkai-gijidōmae (Linea Chiyoda, Linea Marunouchi)
- Stazione di Nagatachō (Linea Hanzōmon, Linea Namboku, Linea Yūrakuchō)
- Stazione di Nogizaka (Linea Chiyoda)
- Stazione di Tameike-Sannō (Tokyo Metro: Linea Ginza, Linea Namboku)